# Старопетрівські соснові насадження
«Старопетрівські соснові насадження» — заповідне урочище місцевого значення, розташована на території Вишгородського району Київської області. Займає площу 102,9 га.
Урочище знаходиться в межах ДП «Київська лісова науково-дослідна станція» — Старопетрівське лісництво, квартал 53 виділ 6, квартал 54 виділи 1, 4, квартал 55 виділ 2, квартал 60 виділ 1, квартал 79 виділ 1, квартал 88 виділ 1, квартал 117 виділ 12, квартал 141 виділи 1—6, квартал 150 виділ 1, на території Лютізької сільської ради Вишгородського району.
Оголошено рішенням виконавчого комітету Київської обласної ради народних депутатів від 18 грудня 1984 р. № 441, змінено межі рішенням Київської обласної ради від 20 листопада 2003 р. № 134-10-XXIV «Про зміну меж територій природно-заповідного фонду місцевого значення Київської області».
Високопродуктивні соснові насадження.

## Галерея

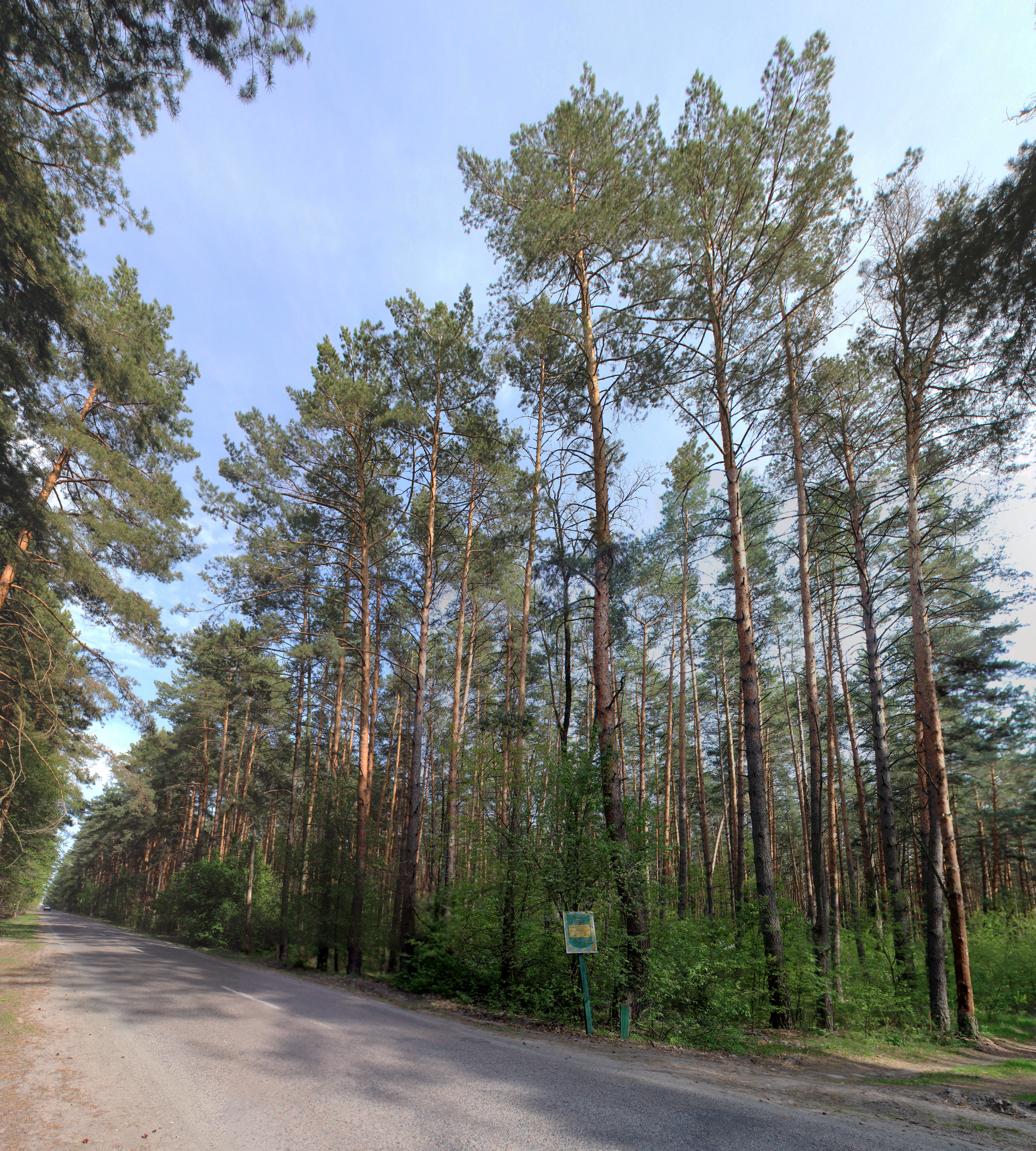
Соснові насадження
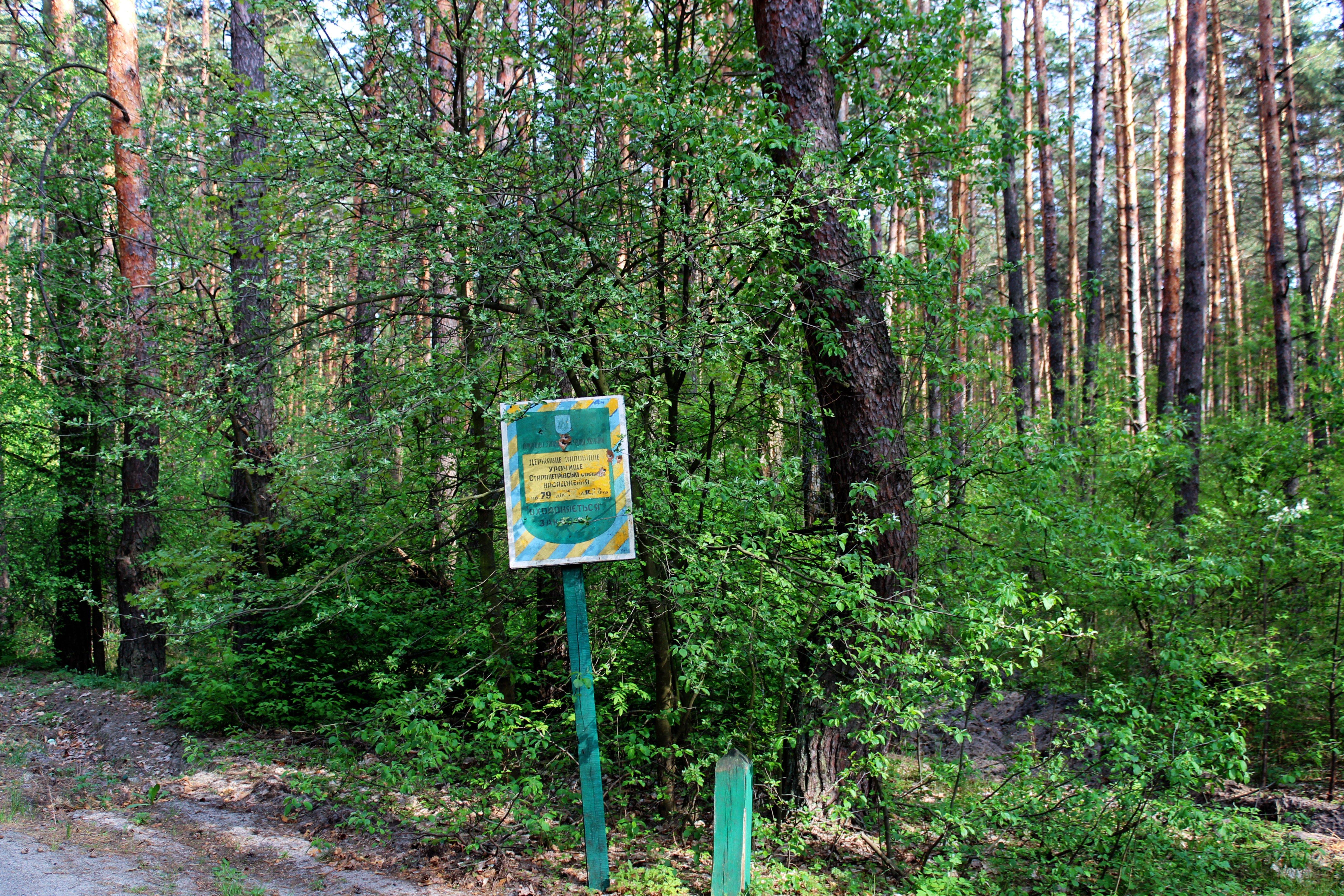
Прострелена табличка
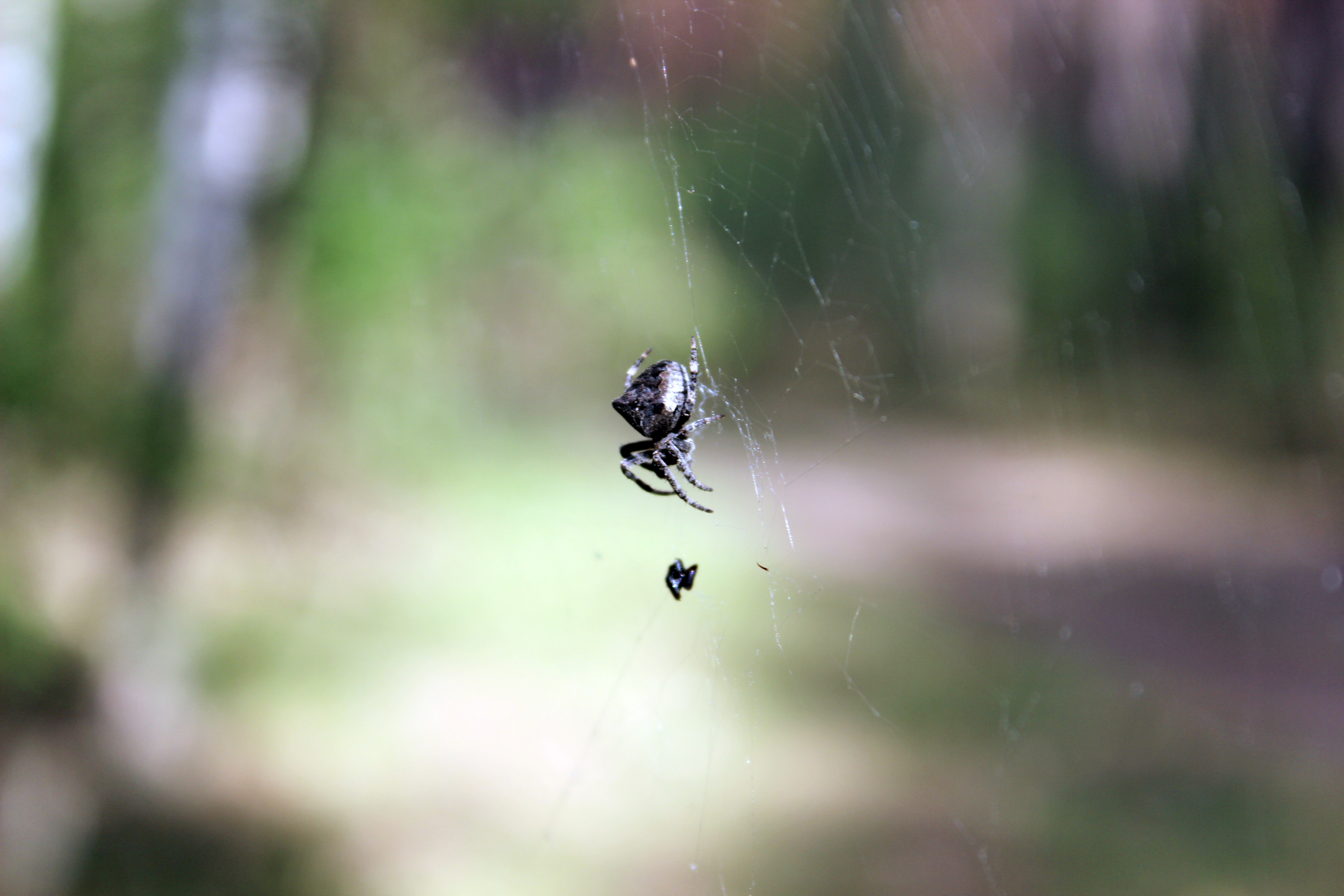
Павук поспішає до здобичі
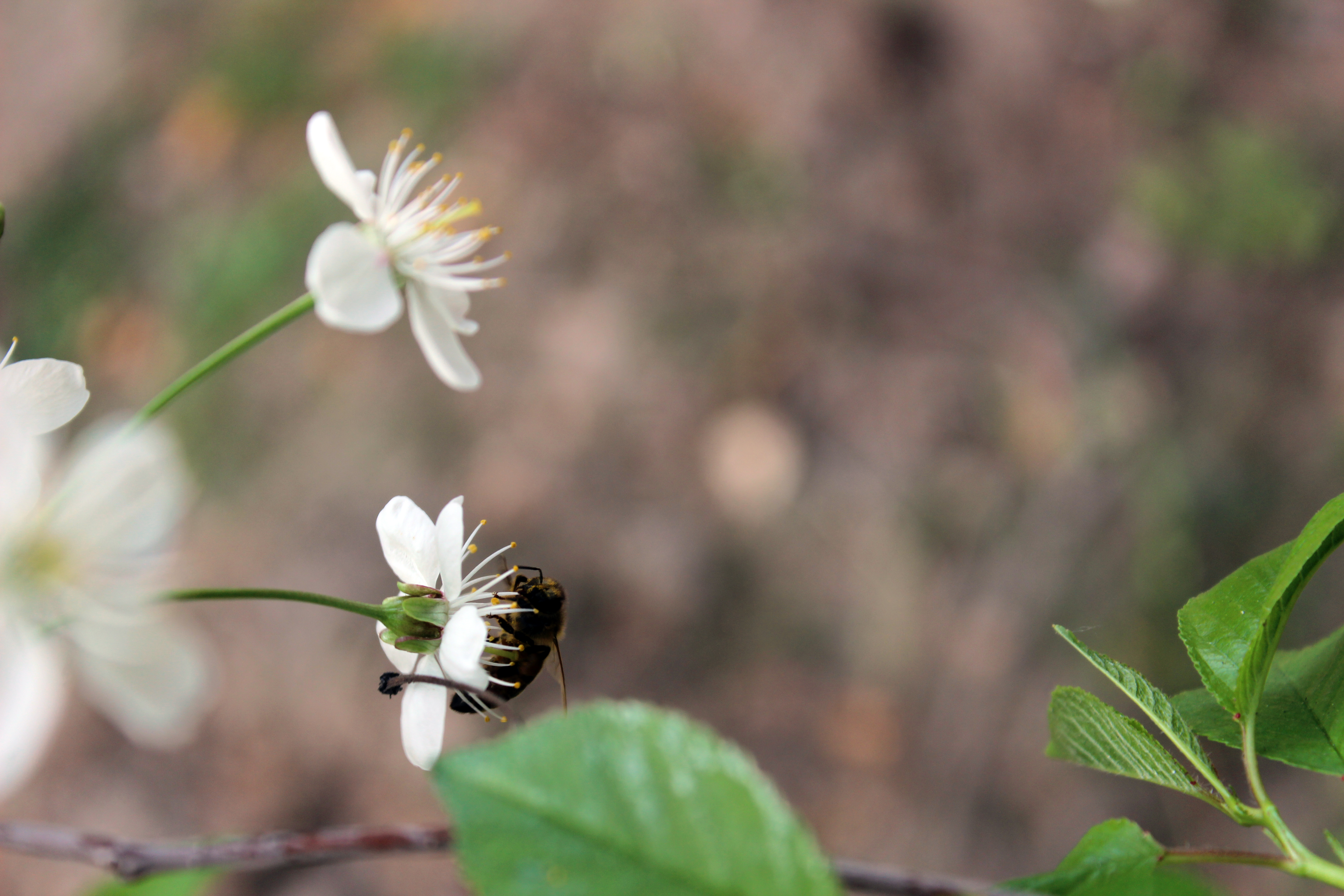
Запилення вишні

## Скасування
Об'єкт скасований згідно рішення Київської обласної ради від 22.06.2020 N 879-35-VII "Про оголошення нововиявлених територій та об’єктів природно-заповідного фонду місцевого значення, скасування статусу та зміну меж існуючих територій та об’єктів природно-заповідного фонду місцевого значення на території Київської області" .